# Béziers Volley
Béziers Volley (smeknamn Béziers Angels) är en volleybollklubb från Béziers, Frankrike. Klubben grundades 1996. Den har vunnit Ligue A en gång (2017/2018) och har spelat i högstaserien sedan 2010/2011. 